# Maria Neus Miró Comas
Maria Neus Miró Comas (Sant Feliu de Llobregat, 6 de desembre de 1907 - Barcelona, 27 d'octubre de 1965) fou una jurista, advocada catalana.

## Biografia
El curs 1924-1925 inicià la carrera de Filosofia i Lletres, però el curs següent es va matricular a la Facultat de Dret i finalitzà els estudis l'any 1929. Acabada la carrera, l'any 1931, es va incorporar al Col·legi d'Advocats de Barcelona. El 1933 va ser nomenada oficial lletrada en l'Assessoria Jurídica del Departament de Sanitat de la Generalitat de Catalunya i va formar part de l'Associació de Funcionaris, adherida a la Unió General de Treballadors (UGT), des del mes de setembre de 1936.
El 15 de juny de 1939 s'adreçava al Col·legi d'Advocats de Barcelona per denunciar que, de manera arbitrària i sense esperar la resolució de l'expedient de depuració que se li estava instruint, havia estat destituïda del càrrec. El 26 d'octubre de 1939, Manuel Goday Prats, advocat i secretari del Col·legi de Barcelona, estenia una certificació a sol·licitud de María de las Nieves Miró Comas, on manifestava la bona conducta professional de la col·legiada sense antecedents polítics ni socials, malgrat haver treballat a la Generalitat. En providència del 10 de maig de 1940, el Tribunal Depurador del Col·legi d'Advocats de Barcelona, va sobreseir, sense responsabilitats ni imposició de sancions, l'expedient seguit contra Maria de les Neus Miró.
El 9 de juny de 1951 envià un escrit al Col·legi d'Advocats de Barcelona per denunciar que el Ministeri de Treball havia convocat oposicions per cobrir places d'oficial de primera, a la qual només podien accedir «los españoles varones de 21 a 45 años de edad, en posesión de título facultativo y los auxiliares con cuatro años de servicicio cualquiera que sea su sexo y clases». Indignada, manifestà que «resulta con más derechos un simple auxiliar con solo cuatro años de servicios como tal, que la mujer que se halla en posesión de un título facultativo», i instà el degà del Col·legi d'Advocats de Barcelona que s'adrecés al ministre de Treball per modificar la convocatòria de les oposicions.